# Cestrum macrophyllum
Cestrum macrophyllum là loài thực vật có hoa trong họ Cà. Loài này được Vent. mô tả khoa học đầu tiên năm 1803.